# El último día de Numancia
El último día de Numancia, o llamado simplemente Numancia, es una pintura al óleo sobre lienzo obra de Alejo Vera y Estaca realizada en 1881. Se trata de una obra romántica de tema histórico que relata el fin del asedio de Numancia y su conquista por parte de la República romana y la firme resistencia de los numantinos que incluso prefirieron el suicidio antes que la derrota.
Originalmente ubicado en el Museo de Arte Moderno de Madrid, actualmente es propiedad del Museo del Prado, catalogado con el número P004553, además de estar depositado y expuesto en la Diputación Provincial de Soria.

## Historia

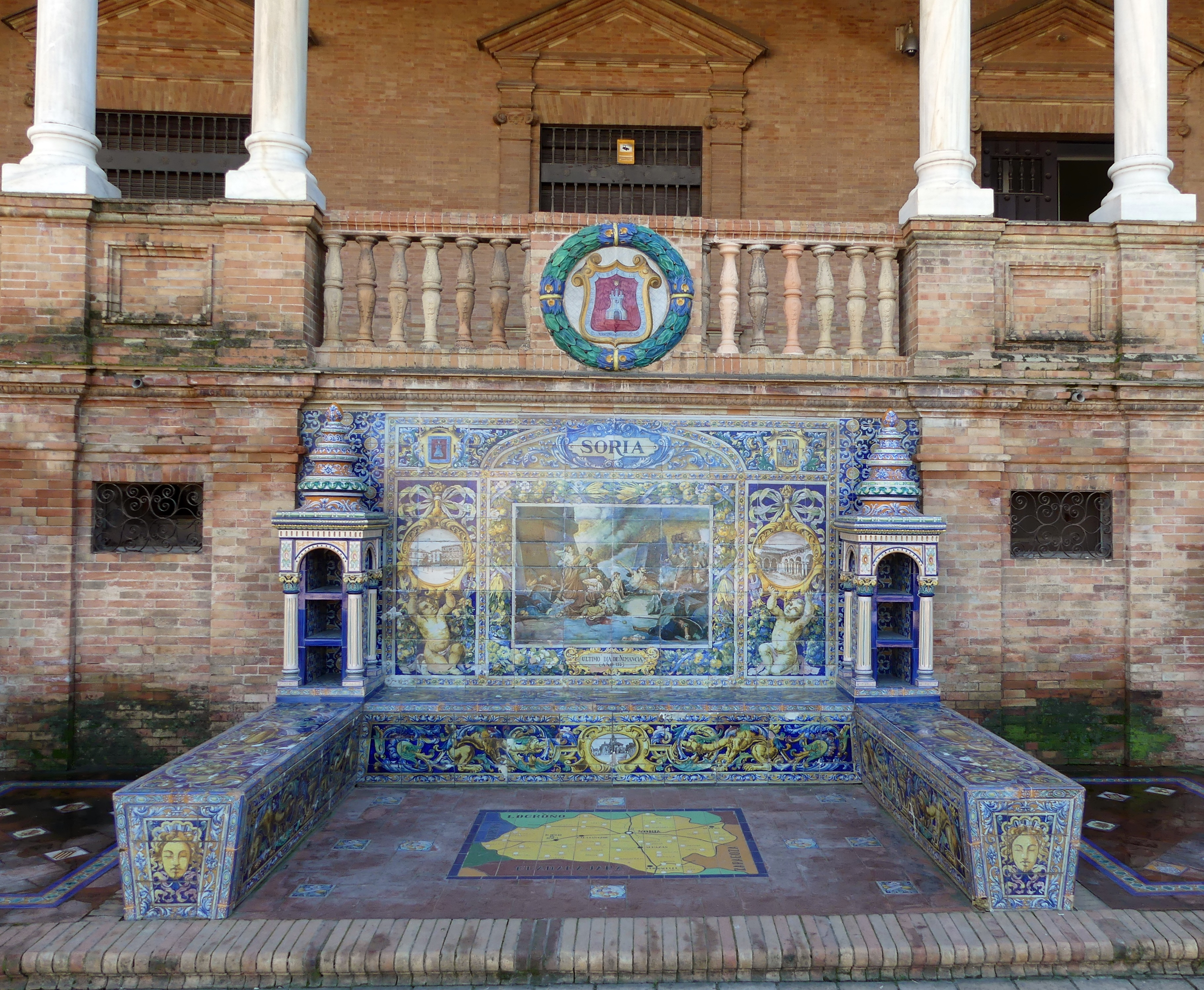
Una reproducción de esta pintura decora el centro del banco dedicado a la provincia de Soria de la Plaza de España de Sevilla.

La obra fue pintada en 1881. Alejo Vera la presentó en la Exposición Nacional de Bellas Artes, donde le fue otorgada la primera medalla del certamen. El cuadro fue adquirido por el estado, pasando a ser propiedad del Museo de Arte Moderno en Madrid, el cuadro terminó en depósito en la Cámara de Comercio e Industria de la ciudad de Salamanca. Desde allí, el Ministerio de Educación a propuesta de la Dirección General de Bellas Artes, el 9 de septiembre de 1963 decidió trasladar la pintura en las mismas condiciones a la Diputación Provincial de Soria, donde actualmente sigue expuesta, si bien la propiedad hoy en día es del Museo del Prado.

## Temática
La obra retrata el último día del sitio de la ciudad celtibera de Numancia contra los romanos, que pretendían conquistar toda la península ibérica en el marco de las guerras púnicas con el objetivo de debilitar a la enemiga Cartago. Los numantinos resistieron durante veinte años a los ataques romanos (153-133 aC), algo que les valió el calificativo de héroes casi invencibles. El primer escollo sucedió en 196 con el cónsul romano Catón, si bien hubo años de paz relativa, con treguas durante la guerra (151-143). El fin de Numancia llegó la estrategia de Escipión Emiliano, que cortó las rutas de suministros de los celtiberes, que finalmente se rindieron en 134.
El mito de Numancia ha sido un tema recurrente a lo largo de los siglos en el arte y la literatura castellana y española, el propio Miguel de Cervantes había escrito una célebre tragedia de cuatro actos titulada La Numancia. En la época de Vera, el tema numantino de hecho no se trataba desde 1858, pero continuaba de plena actualidad en el momento en que el artista pinta el cuadro, pues en el último tercio del siglo XIX se celebró el vigésimo centenario de la caída de Numancia frente a los romanos (1867) y el yacimiento arqueológico de Garray (1882), donde hay restos de la ciudad de Numancia, fue declarado monumento nacional.
Con su obra, Vera exalta la insumisión de los numantinos hasta el punto de suicidarse colectivamente para defender la ciudad, es decir, preferían morir antes de ser apresados o sometidos por fuerzas extranjeras, una temática que se encuadra perfectamente en la tradición romanticista del siglo XIX. Sin embargo, el verismo histórico del cuadro, especialmente en lo que respecta a su ámbito paisajístico y la representación de los personajes no responde a la realidad del momento. Las excavaciones arqueológicas han puesto de manifiesto que Numancia era un asentamiento más modesto de lo que se ofrece en el cuadro y las armaduras de los romanos son anacrónicas, al menos de cuatro siglos posteriores, probablemente una influencia de la columna de Trajano, cuando Vera fue a Roma. Otros elementos como las murallas ciclópeas no concuerdan con los muros de adobe que se habían descubierto en el yacimiento.

## Crítica
Paradójicamente, la crítica a la obra no fue homogénea, al contrario, algunos aspectos fueron criticados, por ejemplo el tema, que según algunos estaba demasiado trabajado, pero otros lo elogiaron, por la forma que le había plasmado, pues Vera coloca a una nación entera como protagonista, no a ningún héroe en concreto, una nación que triunfa, unida contra la adversidad y la muerte. También se le criticó el excesivo verismo histórico de la obra, pues por primera vez en una obra basada en la conquista romana de Hispania, alguien se alejaba de los modelos clasicistas, que Vera había estudiado con profundidad en Roma y caracterizó los numantinos con vestimentas más "bárbaras", de acuerdo con la realidad arqueológica que se había descubierto en Garray. Esta caracterización chocó contra el gusto que existía en ese momento, si bien, como se ha mencionado, Vera, no siempre siguió todo el rigor histórico. Sin embargo, esta pintura de Vera, al igual que otras pintadas en ese momento, fue utilizadas para retrato la historia de los pueblos indígenas de la península, y una forma de mostrar una resistencia contra el imperialismo que sirvió a la Falange para explicar las cualidades de un buen ciudadano.